# Rytmisk gymnastik i Sverige
Rytmisk gymnastik (tidigare namn Rytmisk sportgymnastik) är en olympisk gren inom gymnastiken med tävlingar både individuellt och i trupp. I Norden tävlar man även i tävlingsformen DTQ (DuoTrioQuattro).
I de olympiska spelen i Helsingfors 1952 erövrade det svenska damlaget en guldmedalj i trupprogrammet med bollar. På den individuella sidan har Sverige tre nordiska mästarinnor: Anna Jansson, Stråssa GF, Sofia Hedman, AGF Örebro och Therese Larsson Örnsköldsviks GK. Även på truppsidan har Sverige, genom GF Energo från Göteborg, vunnit NM-guld. Värt att nämnas är även att Viktoria Bengtsson från SK Laxen i Halmstad lyckades ta sig till en OS-final i Los Angeles 1984. 
I sammanhanget kan också nämnas att två svenska domare, Ludmila Ahlin och Lisbeth Göthberg av den internationella gymnastikfederationen utsetts till expertdomare. Efter VM 2002 utsågs Ludmila Ahlin dessutom till världens bästa domare av presidenten för den internationella RG-kommittén.
Therese Larsson från Örnsköldsvik var i många år dominerande på seniorsidan och vann bland annat SM 6 år i rad. Sedan 2019 är Alva Svennbeck regerande svensk mästare i disciplinen.
I dagsläget finns det ca 400 licensierade tävlingsgymnaster i Rytmisk Gymnastik från Staffanstorp i söder till Östersund i norr.